# Praça Skanderbeg
A Praça Skanderbeg (em albanês:  Sheshi Skënderbej) é a principal praça de Tirana, capital da Albânia, assim chamada em 1968 em homenagem ao herói nacional albanês Skanderbeg. Um monumento a Skanderbeg encontra-se na praça. 
Nos tempos da monarquia albanesa, a praça era composta por vários edifícios que com o tempo foram demolidos durante o período comunista. A praça tem uma rotunda com uma fonte no centro. O antigo bazar de Tirana estava nos terrenos do atual Palácio da Cultura, enquanto onde estava o antigo edifício municipal está agora se o Museu Nacional de História da Albânia.

## Edifício Skanderbeg
Em 2022, foi iniciada a construção do Edifício Skanderbeg, conhecido como Tirana's Rock, um projeto de uso misto esculpido na forma do herói nacional da Albânia concebido pelo gabinete MVRDV. O edifício é envolto em varandas curvas que dão forma à cabeça de Skanderbeg, servindo como um marco icônico na praça. Uma vez concluído, o projeto será um dos maiores edifícios do mundo que também funciona como uma escultura figurativa, celebrando a história cultural do país e dando à capital albanesa uma identidade única.
Com 85 metros de altura, a torre de uso misto está localizada no canto nordeste da praça. No nível da rua, a silhueta curva do edifício ocupa os limites do terreno. Os "ombros" de Skanderbeg se alinham com a parte mais larga do terreno, enquanto sua cabeça está virada para a direita, de frente para a praça que leva seu nome. A referência a Skanderberg se dá por meio de varandas que abrangem todo o edifício em todos os níveis, com saliências curvas formando os detalhes faciais, como nariz, orelhas e barba. O design final é uma intervenção simbólica sutil que pode não ser muito evidente à primeira vista.
Encaixando-se perfeitamente em uma cidade que desenvolveu uma tradição de misturar arte e arquitetura como parte de seu renascimento pós-comunista, o edifício oferece casas funcionais e bem projetadas em um dos locais mais desejados de Tirana. As varandas permitem que os espaços interiores do edifício adotem layouts racionais, proporcionando uma quantidade significativa de espaço ao ar livre valioso e sombreado para os ocupantes. No interior, o edifício apresenta um nível de espaço comercial e quatro níveis de escritórios. Acima, 20 andares de apartamentos residenciais ocupam a “cabeça”, com cuidado especial para cada planta individual para garantir que essas casas sejam funcionais apesar da forma irregular do edifício.
Cada varanda é separada por jardineiras com plantas nativas, que permitem que a vegetação da área circundante se estenda até o edifício, tornando-o adaptável ao clima quente de Tirana. Devido às amplas varandas suspensas, o edifício é protegido da luz solar excessiva e os layouts dos pavimentos permitem ventilação cruzada natural. Os sistemas de captação de água da chuva e recuperação de calor minimizam as necessidades de água e energia do edifício.